# ルペーラ・モット
ルぺーラ・モット（英語: Ruperra Motte、ウェールズ語: Castell Breiniol, or Castell y Ddraenen）は、クレイグ・ルぺーラ・モット（Craig Ruperra Motte）としても知られ、ウェールズ南西部にあるニューポートの境界線にあるケアフィリ州区ドレイテン村の近くのルドリー地域にある中世のモット・アンド・ベイリー形式の城郭である。ここはルぺーラ城も含めた第二級歴史的庭園とするイギリス指定古代記念物である。

## 歴史
ルぺーラ・モットはクレイグ・ルぺーラ・モットと呼ばれた鉄器時代初期の丘上集落（Hillfort）に位置する中世のモット・アンド・ベイリー形式の城である。この城はノルマン様式建築のモットもしくは城として西暦1100年頃に建てられ、モットには木造の城が建っていた。ルぺーラ・モットはコエド・クレイグ・ルぺーラの尾根の頂上部にあり、周辺地域の眺望の観点により建てられた。この丘はノルマン人のウェールズ侵攻の一環であると考えられている。しかしながら、1274年により巨大なケアフィリ城が建設されてから、この城は使用されなくなった。
コエド・クレイグ・ルペーラから植民地であったトンウィンレイスにかけてはモーグレイグ城、コーク城にある初期のモット、およびルぺーラ・モットという3つの城が立地している。

## 現在のルぺーラ・モット
2000年からルぺーラ・モットを含むコエド・クレイグ・ルぺーラはルぺーラ保護トラスト（英語: Ruperra Conservation Trust）の管理下に置かれている。現在ではその場所に木製の城は一切残されていない。現在のルぺーラ・モットは頂上部の直径が12mであり、高さが6mとなっている。ウェールズにある歴史的建造物を保護する活動をしているウェールズ政府の歴史遺産管理機関であるCadwは「ヒルフォート、モット、および18世紀における庭園の特徴をよく維持した遺構である中世の防御拠点として国家的な重要性を持つといえる。しかも保存状態が良く考古学的にかなりの将来性を保っている」と述べている。このモットはルぺーラ城も含んだ第二級歴史的庭園としてイギリス指定古代記念物に指定されている。